# Трусовське сільське поселення
Тру́совське сільське поселення (рос. Трусовское сельское поселение) — муніципальне утворення у складі Усть-Цилемського району Республіки Комі, Росія. Адміністративний центр — село Трусово.

## Населення
Населення — 1207 осіб (2017, 1483 у 2010, 1850 у 2002, 1882 у 1989).

## Склад
До складу поселення входять такі населені пункти:
| Населений пункт     | Населення, осіб (1989) | Населення, осіб (2002) | Населення, осіб (2010) |
| ------------------- | ---------------------- | ---------------------- | ---------------------- |
| Мила, присілок      | 143                    | 143                    | 97                     |
| Нонбург, присілок   | 136                    | 123                    | 89                     |
| Рочево, присілок    | 328                    | 319                    | 261                    |
| Трусово, село       | 854                    | 809                    | 668                    |
| Філіппово, присілок | 421                    | 456                    | 368                    |